# U.S. National Indoor Tennis Championships 2013
Lo U.S. National Indoor Tennis Championships 2013 è stato un torneo di tennis giocato sul cemento indoor presso il Racquet Club di Memphis, nel Tennessee. È stata la 112ª edizione del torneo maschile, noto fino all'anno precedente come Regions Morgan Keegan Championships, e la 28ª di quello femminile, già noto come Memphis International o Cellular South Cup. Lo U.S. National Indoor Tennis Championships fa parte dell'ATP World Tour 500 series nell'ambito dell'ATP World Tour 2013 e dei Tornei WTA International nell'ambito del WTA Tour 2013. Entrambi i tornei si sono giocati fra il 16 e il 24 febbraio 2013.

## Partecipanti ATP

### Teste di serie
| Nazionalità | Giocatore            | Ranking* | Testa di serie |
| ----------- | -------------------- | -------- | -------------- |
| Croazia     | Marin Čilić          | 12       | 1              |
| Canada      | Milos Raonic         | 13       | 2              |
| Stati Uniti | John Isner           | 16       | 3              |
| Stati Uniti | Sam Querrey          | 20       | 4              |
| Giappone    | Kei Nishikori        | 21       | 5              |
| Germania    | Tommy Haas           | 22       | 6              |
| Ucraina     | Aleksandr Dolhopolov | 23       | 7              |
| Spagna      | Fernando Verdasco    | 24       | 8              |

* Ranking all'11 febbraio 2013.

### Altri partecipanti
I seguenti giocatori hanno ricevuto una wild-card per il tabellone principale:
- James Blake
- Steve Johnson
- Jack Sock

I seguenti giocatori sono entrati nel tabellone principale passando dalle qualificazioni:

- Alex Bogomolov Jr.
- Illja Marčenko
- Rhyne Williams
- Donald Young

## Partecipanti WTA

### Teste di Serie
| Nazionalità | Giocatrice           | Ranking* | Testa di serie |
| ----------- | -------------------- | -------- | -------------- |
| Belgio      | Kirsten Flipkens     | 34       | 1              |
| Svezia      | Sofia Arvidsson      | 38       | 2              |
| Germania    | Sabine Lisicki       | 40       | 3              |
| Regno Unito | Heather Watson       | 41       | 4              |
| Rep. Ceca   | Lucie Hradecká       | 52       | 5              |
| Sudafrica   | Chanelle Scheepers   | 59       | 6              |
| Slovacchia  | Magdaléna Rybáriková | 61       | 7              |
| Francia     | Kristina Mladenovic  | 64       | 8              |

* Ranking all'11 febbraio 2013.

### Altre partecipanti
Le seguenti giocatrici hanno ricevuto una wild-card per il tabellone principale:
- Courtney Collins
- Victoria Duval
- Garbiñe Muguruza

Le seguenti giocatrici sono entrate nel tabellone principale passando dalle qualificazioni:

- Jana Čepelová
- Claire Feuerstein
- Madison Keys
- Maria Sanchez

## Punti e montepremi
Il montepremi complessivo è di 1375000 $.
| Torneo              | Torneo              | V        | F        | SF      | QF      | 2T      | 1T     | Q  | Q2     | Q1   |
| Singolare maschile  | Punti               | 500      | 300      | 180     | 90      | 45      | 0      | 20 | 10     | 0    |
| Singolare maschile  | Premi in denaro ($) | $291 800 | $131 560 | $62 320 | $30 070 | $15 330 | $8 435 | –  | $950   | $525 |
| Doppio maschile     | Punti               | 500      | 300      | 180     | 90      | –       | –      | –  | –      | –    |
| Doppio maschile     | Premi in denaro ($) | $86 200  | $38 900  | $18 340 | $8 860  | $4 550  | –      | –  | –      | –    |
| Singolare femminile | Punti               | 280      | 200      | 130     | 70      | 30      | 1      | 10 | 6      | 1    |
| Singolare femminile | Premi in denaro ($) | $40 000  | $20 000  | $10 725 | $5 800  | $3 200  | $2 075 | –  | $1 200 | $700 |
| Doppio femminile    | Punti               | 280      | 200      | 130     | 70      | 1       | –      | –  | –      | –    |
| Doppio femminile    | Premi in denaro ($) | $11 500  | $6 000   | $3 200  | $1 700  | $900    | –      | –  | –      | –    |

## Campioni

### Singolare maschile
Kei Nishikori ha sconfitto in finale  Feliciano López con il punteggio di 6–2, 6–3.
- È il terzo titolo in carriera per Nishikori, il primo del 2013.

### Singolare femminile
Marina Eraković ha sconfitto in finale  Sabine Lisicki grazie al ritiro della tedesca sul punteggio di 6–1.
- È il primo titolo in carriera per Erakovic.

### Doppio maschile
Bob Bryan /  Mike Bryan hanno sconfitto in finale  James Blake /  Jack Sock con il punteggio di 6–1, 6–2.

### Doppio femminile
Kristina Mladenovic /  Galina Voskoboeva hanno sconfitto in finale  Sofia Arvidsson /  Johanna Larsson per 7–6(5), 6–3.